# São Sebastião dos Carros
 São Sebastião dos Carros ist ein Ort und eine Gemeinde freguesia im Baixo Alentejo in Portugal im Bezirk von Mértola, mit einer Fläche von 72,2 km² und 222 Einwohnern (Stand 30. Juni 2011). Dies entspricht einer Bevölkerungsdichte von 3,1 Einw./km². 